# Eixample Central (Vilanova i la Geltrú)
L'Eixample Central és un conjunt urbà de Vilanova i la Geltrú (Garraf) protegit com a Bé Cultural d'Interès Local.

## Descripció
En el conjunt urbanístic de l'eixample central s'inclou l'eixample històric de la ciutat fora muralles. L'àmbit d'aquest conjunt urbà coincideix sensiblement amb el plànol aixecat per F. Garí el 1850. Hi queden inclosos els eixamples de la Geltrú a l'est del carrer Barcelona, l'eixample al voltant de l'Hospital a través de la Rambla dels Josepets i el carrer de Sant Magí, i els creixements al llarg del carrer de l'Aigua i de Sant Francesc.
Queden incorporats dins el conjunt els espais urbans més característics de la ciutat: la plaça de la Vila, la dels Cotxes, la dels Carros, la de les Cols, la d'en Miró i la de les Casernes, els carrers de Caputxins, de Sant Gervasi i de l'Aigua. Algunes de les edificacions més representatives són: l'església i l'hospital de Sant Antoni Abat, l'hospital vell, la capella de Sant Sebastià i l'església del col·legi de la Providència, les cases Font i Gumà, Mir, Junqué, de les columnes trencades, Maristany, Manuel Olivella, i els edificis del Foment, de la casa de la vila, el cercle catòlic, etc.
El conjunt ha sofert poques transformacions morfològiques.